# Open GDF Suez Nantes Atlantique 2012
L'Open GDF Suez Nantes Atlantique 2012 è stato un torneo di tennis facente parte della categoria ITF Women's Circuit nell'ambito dell'ITF Women's Circuit 2012. È stata la 10ª edizione del torneo che si è giocata a Nantes in Francia dal 29 ottobre 2012 su campi in cemento indoor e aveva un montepremi di $50,000+H.

## Partecipanti

### Teste di serie
| Nazionalità | Giocatrice             | Ranking* | Testa di serie |
| ----------- | ---------------------- | -------- | -------------- |
| Rep. Ceca   | Petra Cetkovská        | 56       | 1              |
| Romania     | Monica Niculescu       | 68       | 2              |
| Romania     | Alexandra Cadanțu      | 87       | 3              |
| Francia     | Stéphanie Foretz Gacon | 101      | 4              |
| Spagna      | Garbiñe Muguruza       | 102      | 5              |
| Rep. Ceca   | Kristýna Plíšková      | 111      | 6              |
| Rep. Ceca   | Karolína Plíšková      | 114      | 7              |
| Austria     | Yvonne Meusburger      | 115      | 8              |

- Ranking al 22 ottobre 2012.

### Altre partecipanti
Giocatrici che hanno ricevuto una wild card:
- Séverine Beltrame
- Iryna Brémond
- Julie Coin

Giocatrici che sono passate dalle qualificazioni:
- Ons Jabeur
- Mervana Jugić-Salkić
- Magda Linette
- Ol'ga Savčuk
- Myrtille Georges (Lucky Loser)

Giocatrici che hanno ricevuto un entry come Protected Ranking:
- Renata Voráčová

Giocatrici che hanno ricevuto un entry come Junior Exempt:
- An-Sophie Mestach

## Vincitori

### Singolare
Monica Niculescu ha battuto in finale  Julija Putinceva con il punteggio di 6–2, 6–3

### Doppio
Catalina Castaño /  Mervana Jugić-Salkić hanno battuto in finale  Petra Cetkovská /  Renata Voráčová con il punteggio di 6–4, 6–4